# Los Titulares
Los Titulares fue una banda chilena de jazz formada en 1995, y liderada por el baterista y director Pancho Molina, en cuya formación figuraron algunos de los más destacados jazzistas chilenos de la generación de los 90's.

## Historia
Nació como una inquietud de parte de Pancho Molina de desarrollar un estilo de jazz fuera de los típicos estándares del jazz que ya venía tocando junto a Ángel Parra en Ángel Parra Trío entre 1990 y 1994. En 1995 formó su propio conjunto boper, inicialmente un trío con Carlos Silva (piano) y Daniel Navarrete (contrabajo). Al poco tiempo se unió el guitarrista Jorge Díaz, el trompetista Cristián Cuturrufo, el guitarrista Ángel Parra, el por entonces muy joven bajista Christian Gálvez, además del experimentado percusionista Pedro Greene. Esta banda actuó largamente en el circuito y grabó el disco debut Los Titulares (1998). Posteriormente Molina estableció un nuevo cuarteto, con tintes de un jazz de raíz camuflado en el hard bop y el jazz-funk de los 60 y 70. Se unió el contrabajista Rodrigo Galarce. Molina y Silva consolidaron una dupla creativa que se tradujo en el álbum Perseguidor (2001).
En 2003, tras casi una década de trabajo conjunto entre Molina y su diestro pianista, Los Titulares renovaron la formación, integrando en un nuevo cuarteto al tenorista norteamericano David Pérez y al guitarrista Pedro Rodríguez. Con este nuevo enfoque, el proyecto se orientó principalmente a la interpretación de una de las obras claves del jazz moderno, la suite “A love supreme” de John Coltrane. Quedaría registrada en el tercer álbum, Bipolar (2003).
Al poco tiempo Molina se instaló en Estados Unidos para estudiar composición jazzística en Berklee, volviendo a Chile intermitentemente para volver a tocar informalmente con algunos de los miembros de la agrupación en tocatas en el club El Perseguidor. Molina continuó entonces su carrera en el jazz como sideman de otros artistas y además liderando su propio proyecto.

## Discografía
- 1998 - Los Titulares
- 2001 - Perseguidor
- 2003 - Bipolar

## Formación
- Pancho Molina, batería (1995 – 2004).
- Carlos Silva, piano y teclados (1995 – 2002).
- Daniel Navarrete, contrabajo (1995 – 1997).
- Jorge Díaz, guitarra (1995 – 1997).
- Cristián Cuturrufo, trompeta (1997 – 2002).
- Ángel Parra Orrego, guitarra (1997 – 1998).
- Christian Gálvez, bajo (1997 – 1998).
- Pedro Greene, percusiones (1997 – 2002).
- Rodrigo Galarce, contrabajo (1999 – 2004).
- David Pérez, saxo tenor (2003 – 2004).
- Pedro Rodríguez, guitarra (2003).
- Nicolás Vera, guitarra (2004).